# Bouche à clé
 (février 2021).
Si vous disposez d'ouvrages ou d'articles de référence ou si vous connaissez des sites web de qualité traitant du thème abordé ici, merci de compléter l'article en donnant les références utiles à sa vérifiabilité et en les liant à la section « Notes et références ».
 (août 2022).
La bouche à clé est un dispositif de protection et d’accès aux vannes situées sur le réseau d'eau potable. 
Elle se trouve en général sur le domaine public afin d'être accessible par un technicien compétent.
Elle peut être de forme ronde, hexagonale ou bien carrée, indiquant le type de vanne qui se trouve en dessous. 

## Formes et usages
Elle peut se trouver sur une vanne 1/4 de tour, indiquant un ou plusieurs branchement, et est communément de forme ronde.
Sur une vanne à opercule, qui est une vanne de sectionnement, sa forme est généralement hexagonale. Elle permet de fermer une partie de réseau. 
Si elle se trouve sur une purge, elle est alors bien souvent de forme carrée.
La forme de la bouche à clé peut varier suivant le réseau du fait que certains réseaux sont vieux et ne respectent pas forcément les normes actuelles.